# 佐藤嘉幸
佐藤 嘉幸（さとう よしゆき、1971年 - ）は、日本の哲学者。筑波大学人文社会系准教授。
専門はミシェル・フーコー、ジル・ドゥルーズ、ジャック・デリダ、ルイ・アルチュセールなどのフランス現代思想、社会理論、権力理論。

## 略歴
- 1971年 京都府生まれ
- 1994年3月 京都大学経済学部経済学科卒業
- 2001年11月 京都大学大学院経済学研究科博士課程修了。博士（経済学）取得。学部、大学院在籍時に、浅田彰の現代思想自主ゼミに参加していた。
- 2004年9月 パリ第10大学大学院認識・文化研究科哲学専攻修了。博士（哲学）取得。指導教官はエティエンヌ・バリバール。
- 2005年9月 筑波大学人文社会科学研究科 講師
- 2013年4月から現在 筑波大学人文社会系 准教授

## 著作
- Pouvoir et résistance: Foucault, Deleuze, Derrida, Althusser（L'Harmattan, 2007）
- 『権力と抵抗 - フーコー・ドゥルーズ・デリダ・アルチュセール』（人文書院、2008）
- 『新自由主義と権力 - フーコーから現在性の哲学へ』（人文書院、2009）
- 『脱原発の哲学』（田口卓臣との共著、人文書院、2016）
- 『三つの革命 - ドゥルーズ＝ガタリの政治哲学』（廣瀬純との共著、講談社選書メチエ、2017）
- Power and Resistance: Foucault, Deleuze, Derrida, Althusser (Verso, 2022)

### 分担著
- 『ドゥルーズ＝ガタリの現在』（鈴木泉, 小泉義之, 檜垣立哉共編、平凡社、2008）
- 『現代思想と政治 - 資本主義・精神分析・哲学』（市田良彦, 王寺賢太共編、平凡社、2016）
- Penser avec Fukushima (Christian Doumet et Michaël Ferrier, dir., Editions Nouvelles Cécile Defaut, 2016)
- 『『脱原発の哲学』を読む』（田口卓臣, 小出裕章他との共著、読書人、2017）
- 『『脱原発の哲学』は語る』（田口卓臣, 前田朗他との共著、読書人、2018）
- 『福島原発集団訴訟の判決を巡って - 民衆の視点から』（小出裕章, 崎山比早子他との共著、読書人、2019）
- 『〈68年5月〉と私たち - 「現代思想と政治」の系譜学』（王寺賢太, 立木康介共編、読書人、2019）
- Liberté de la recherche : Conflits, pratiques, horizon (Mélanie Duclos et Anders Fjeld, ed., Éditions Kimé, 2019)
- 『いばらき原発県民投票 - 議会審議を検証する』（佐藤嘉幸, 徳田太郎共編、読書人、2021）
- 『フーコー研究』（小泉義之, 立木康介共編、岩波書店、2021）
- 『ミシェル・フーコー『コレージュ・ド・フランス講義』を読む』（佐藤嘉幸, 立木康介共編、水声社、2021）
- 『25年後の東浩紀 - 『存在論的、郵便的』から『訂正可能性の哲学』へ』（宮崎裕助編、読書人、2024）

### 翻訳
- 『ミシェル・フーコー思考集成 IX』（ミシェル・フーコー、蓮實重彦, 渡邊守章監修、共訳、筑摩書房、2001）
- 『自分自身を説明すること - 倫理的暴力の批判』（ジュディス・バトラー、清水知子との共訳、月曜社、 2008、改訳決定版2024）
- 『権力の心的な生 - 主体化＝服従化に関する諸理論』（ジュディス・バトラー、清水知子との共訳、月曜社、2012、改訳新版2024）
- 『ユートピア的身体 / ヘテロトピア』（ミシェル・フーコー、水声社、2013）
- 『獣と主権者 II』（ジャック・デリダ、西山雄二, 亀井大輔, 荒金直人との共訳、白水社、2016）
- 『アセンブリ - 行為遂行性・複数性・政治』（ジュディス・バトラー、清水知子との共訳、青土社、2018）
- 『物質＝問題（マター）となる身体 - セックスの言説的境界について』（ジュディス・バトラー、佐藤嘉幸監訳、竹村和子, 越智博美らとの共訳、以文社、2021）
- 『非暴力の力』（ジュディス・バトラー、清水知子との共訳、青土社、2022）
- 『アセンブリ - 新たな民主主義の編成』（アントニオ・ネグリ, マイケル・ハート、水嶋一憲, 箱田徹, 飯村祥之との共訳、岩波書店、2022）